# タヤスツヨシ
タヤスツヨシ（欧字名:Tayasu Tsuyoshi、1992年4月26日 - 2008年7月29日）は、日本の競走馬、種牡馬。
1995年の東京優駿（日本ダービー、GI）優勝馬。サンデーサイレンス産駒初の東京優駿優勝馬となった。その他の勝ち鞍に、1994年のラジオたんぱ杯3歳S（GIII）。

## 競走馬時代
1994年の札幌競馬場でデビューし、3戦目に小島貞博の初騎乗で初勝利を挙げた。その後、OPのもみじSでフジキセキの2着となった後、暮れの阪神競馬場のエリカ賞で2勝目を挙げた。続いてラジオたんぱ杯3歳ステークスに出走し、ナリタキングオーをハナ差競り落としてレコードタイムで優勝した。
翌1995年は共同通信杯4歳ステークスから始動した。このレースは主戦騎手の小島が同日開催の京都記念にチョウカイキャロルへ騎乗するため、武豊に乗り替わった。重賞で初めて1番人気に推されたものの、ナリタキングオーに敗れた。その後、小島の手に戻った若葉ステークスも1番人気だったが、不利もあってジェニュインの5着に敗れた。
そして迎えた皐月賞は、この年のクラシック三冠確実と言われていたフジキセキの戦線離脱で混戦ムードが漂っていた。単勝オッズ8.1倍の4番人気まで評価を落としていたが、上がり3ハロンがメンバー中最も早い36.3秒の末脚を見せ、ジェニュインにクビ差の2着に入った。
東京優駿では、その皐月賞の走りが評価されて単勝オッズ3.1倍の1番人気となった。レースでは中団から駒を進め、4コーナー14番手から上がって34.5の末脚を繰り出し、1着でゴールした。サンデーサイレンス産駒として初の東京優駿を制覇し、鞍上の小島貞博は1992年のミホノブルボンに続く当時史上10人目の東京優駿2勝目となった。
しかし、最後の直線コースで斜行したことや良馬場で行われたにもかかわらず、2分27秒3の走破タイムが前週に行われた優駿牝馬（オークス）優勝馬ダンスパートナーの走破タイム2分26秒7よりも遅かったことなどは、当時から本馬の評価を分けることとなった。もっとも、同年のダービーはスローペースでオークスは明らかにハイペースであったことから、単純な比較はし難い面もある。
休養を挟んで迎えた秋の菊花賞戦線では断然の本命馬と目されていたが、神戸新聞杯、京都新聞杯共に単勝1番人気で相次いで敗れた。本番の菊花賞も単勝5番人気まで評価を下げ、レースでも6着に敗退した。エリザベス女王杯を蹴って菊花賞に出走し、5着に入線したダンスパートナーにも先着を許した。

その後は放牧に出され、翌年の天皇賞（春）を目指して調整されていたが、屈腱炎を発症してそのまま現役を引退。翌1996年7月27日、札幌競馬場で引退式が行われ、種牡馬入りした。

## 競走成績
以下の内容は、netkeiba.comの情報に基づく。
| 競走日     | 競馬場 | 競走名             | 格    | 距離（馬場）   | 頭数 | 枠 番 | 馬 番 | オッズ （人気） | 着順 | タイム （上り3F） | 着差 | 騎手       | 斤量 [kg] | 1着馬（2着馬）       | 馬体重 [kg] |
| ---------- | ------ | ------------------ | ----- | -------------- | ---- | ----- | ----- | --------------- | ---- | ----------------- | ---- | ---------- | --------- | -------------------- | ----------- |
| 1994.08.07 | 札幌   | 3歳新馬            |       | 0芝1200m（良） | 9    | 1     | 1     | 08.6（3人）     | 03着 | 01.12.5 (36.5)    | -0.9 | 小谷内秀夫 | 53        | ブライトサンディー   | 476         |
| 00000.8.14 | 札幌   | 3歳新馬            |       | 0芝1200m（良） | 11   | 1     | 1     | 04.3（2人）     | 03着 | 01.14.2 (37.2)    | -0.5 | 小谷内秀夫 | 53        | マイネルノルデン     | 474         |
| 0000.09.25 | 中京   | 3歳未勝利          |       | 0芝1700m（稍） | 10   | 5     | 5     | 03.4（2人）     | 01着 | 01.46.2 (36.9)    | -0.8 | 小島貞博   | 53        | （ヤマニンライバル） | 484         |
| 0000.10.08 | 阪神   | もみじS            | OP    | 0芝1600m（良） | 9    | 8     | 8     | 10.3（3人）     | 02着 | 01.35.7 (35.2)    | -0.2 | 小島貞博   | 53        | フジキセキ           | 474         |
| 0000.12.03 | 阪神   | エリカ賞           | 500万 | 0芝2000m（良） | 8    | 3     | 3     | 01.7（1人）     | 01着 | 02.04.2 (35.2)    | -0.1 | 小島貞博   | 54        | （エリモアメジスト） | 480         |
| 0000.12.24 | 阪神   | ラジオたんぱ杯3歳S | GIII  | 0芝2000m（良） | 11   | 6     | 7     | 02.7（2人）     | 01着 | 02.03.4 (35.2)    | -0.0 | 小島貞博   | 54        | （ナリタキングオー） | 478         |
| 1995.02.12 | 東京   | 共同通信杯4歳S     | GIII  | 0芝1800m（良） | 11   | 3     | 3     | 01.9（1人）     | 02着 | 01.49.3 (34.5)    | -0.5 | 武豊       | 56        | ナリタキングオー     | 482         |
| 0000.03.18 | 中山   | 若葉S              | OP    | 0芝2000m（不） | 8    | 1     | 1     | 02.0（1人）     | 05着 | 02.09.9 (41.3)    | -1.8 | 小島貞博   | 56        | ジェニュイン         | 474         |
| 0000.04.16 | 中山   | 皐月賞             | GI    | 0芝2000m（稍） | 16   | 4     | 7     | 08.1（4人）     | 02着 | 02.02.6 (36.3)    | -0.1 | 小島貞博   | 57        | ジェニュイン         | 468         |
| 0000.05.28 | 東京   | 東京優駿           | GI    | 0芝2400m（良） | 18   | 7     | 14    | 03.1（1人）     | 01着 | 02.27.3 (34.5)    | -0.2 | 小島貞博   | 57        | （ジェニュイン）     | 468         |
| 0000.09.17 | 京都   | 神戸新聞杯         | GII   | 0芝2000m（良） | 14   | 4     | 6     | 01.3（1人）     | 05着 | 02.00.3 (36.4)    | -0.5 | 小島貞博   | 56        | タニノクリエイト     | 476         |
| 0000.10.15 | 京都   | 京都新聞杯         | GII   | 0芝2200m（良） | 15   | 1     | 1     | 02.7（1人）     | 07着 | 02.12.1 (34.8)    | -0.7 | 小島貞博   | 57        | ナリタキングオー     | 476         |
| 0000.11.05 | 京都   | 菊花賞             | GI    | 0芝3000m（良） | 18   | 8     | 16    | 07.7（5人）     | 06着 | 03.05.3 (36.3)    | -0.9 | 小島貞博   | 57        | マヤノトップガン     | 474         |

## 種牡馬時代
1996年から種牡馬となり、2005年からはブリーダーズスタリオンステーションに繋養された。現役時代の成績とは異なり、産駒はダートで好成績を上げている。またシャトル種牡馬としてオーストラリアでも供用されたこともあった。
2008年7月29日午前、放牧中の事故により右大腿骨を複雑骨折し安楽死の措置がとられた。16歳没。ナスダックパワー、トップオブツヨシ、グランシュヴァリエの3頭が後継種牡馬となった。

## 主な産駒

### GI級競走優勝馬
太字はGI競走（国内限定格付けを含む）、競走名の前の国旗は開催国。
- 2001年産
  - Hollow Bullet / ホロービュレット（VRCオークス、アローフィールドスタッドステークス、VRCウェイクフルS、ジュメイラインタナショナルS）[7]
  - Jeram Special / ジェラムスペシャル（セランゴールゴールドカップ）[8]

### グレード制重賞優勝馬
国内限定格付けを含む。*は地方重賞を示す。
- 1998年産
  - ナスダックパワー（ユニコーンステークス）
- 1999年産
  - ディーエスサンダー（マーキュリーカップ）
- 2003年産
  - マンオブパーサー（ダービーグランプリ、報知グランプリカップ*、吉野ヶ里記念*、九州大賞典*、はがくれ大賞典*）
- 2004年産
  - トップサバトン（北海道2歳優駿、羽田盃*）

### 地方重賞優勝馬
- 1997年産
  - サンデーツヨシ（東北サラブレッド3歳チャンピオン、サンタアニタトロフィー、若駒賞、若葉賞）
  - マッキーローレル（MRO金賞、菊水賞）
  - ニッケルスイソ（上山城大賞典、すみれ賞）
- 1998年産
  - セイントリーフ（ビューチフル・ドリーマーカップ、ひまわり賞、日高賞、白菊賞、オパールカップ）
- 1999年産
  - サンデーカロ（北海優駿）
- 2000年産
  - セイエイシェーン（かもしか賞、北関東桜花賞）
  - ティーケーツヨシ（戸塚記念）
- 2001年産
  - カシノワカサマ（荒炎賞、荒尾ダービー）
  - ラガーヒトリタビ（菊水賞）
- 2003年産
  - ビービートルネード（東京ダービー、報知オールスターカップ、戸塚記念）
  - ヨシノアルテミス（イノセントカップ、フローラルカップ）
  - デザートレジーナ（しらさぎ賞）
  - カモンネイチャ（名港盃、尾張名古屋杯、くろゆり賞）
  - アルカライズ（はがくれ大賞典）
- 2005年産
  - ボク（北海優駿、王冠賞、マイルグランプリ）
  - コンバットキック（金杯）
  - グランシュヴァリエ（ファイナルグランプリ、高知県知事賞、二十四万石賞）
- 2006年産
  - パスカル（九州ジュニアチャンピオン）

### その他
- 2006年産
  - There Comes a Time（オーストラリアで種牡馬入りしている）

### ブルードメアサイアーとしての主な産駒
- 2004年産
  - イーグルビスティー：父アメリカンボス（福永洋一記念）
- 2006年産
  - マルカフリート：父アフリート（北海道スプリントカップ）
- 2008年産
  - スノードラゴン：父アドマイヤコジーン（スプリンターズステークス）
- 2014年産
  - ロトスキャンダル：父カジノドライヴ（夏至賞）
- 2015年産
  - トキノパイレーツ：父モンテロッソ（スパーキングサマーカップ）
- 2016年産
  - リンゾウチャネル：父モンテロッソ（ジュニアグランプリ、北斗盃、北海優駿、王冠賞、楠賞）
  - エムオータイショウ：父スウェプトオーヴァーボード（サッポロクラシックカップ、イノセントカップ）

## 血統表
| タヤスツヨシの血統                                | タヤスツヨシの血統           | タヤスツヨシの血統   | （血統表の出典）     | （血統表の出典） |
| 父系                                              | サンデーサイレンス系         | サンデーサイレンス系 | サンデーサイレンス系 | [ § 2 ]          |
| 父 *サンデーサイレンス Sunday Silence 1986 青鹿毛 | 父の父Halo 1969 黒鹿毛       | Hail to Reason       | Turn-to              | Turn-to          |
| 父 *サンデーサイレンス Sunday Silence 1986 青鹿毛 | 父の父Halo 1969 黒鹿毛       | Hail to Reason       | Nothirdchance        |                  |
| 父 *サンデーサイレンス Sunday Silence 1986 青鹿毛 | 父の父Halo 1969 黒鹿毛       | Cosmah               | Cosmic Bomb          | Cosmic Bomb      |
| 父 *サンデーサイレンス Sunday Silence 1986 青鹿毛 | 父の父Halo 1969 黒鹿毛       | Cosmah               | Almahmoud            |                  |
| 父 *サンデーサイレンス Sunday Silence 1986 青鹿毛 | 父の母Wishing Well 1975 鹿毛 | Understanding        | Promised Land        | Promised Land    |
| 父 *サンデーサイレンス Sunday Silence 1986 青鹿毛 | 父の母Wishing Well 1975 鹿毛 | Understanding        | Pretty Ways          |                  |
| 父 *サンデーサイレンス Sunday Silence 1986 青鹿毛 | 父の母Wishing Well 1975 鹿毛 | Mountain Flower      | Montparnasse         | Montparnasse     |
| 父 *サンデーサイレンス Sunday Silence 1986 青鹿毛 | 父の母Wishing Well 1975 鹿毛 | Mountain Flower      | Edelweiss            |                  |
| 母 *マガロ Magaro 1980 黒鹿毛                     | 母の父Caro 1967 芦毛         | *フォルティノ        | Grey Sovereign       | Grey Sovereign   |
| 母 *マガロ Magaro 1980 黒鹿毛                     | 母の父Caro 1967 芦毛         | *フォルティノ        | Ranovalo             |                  |
| 母 *マガロ Magaro 1980 黒鹿毛                     | 母の父Caro 1967 芦毛         | Chambord             | Chamossaire          | Chamossaire      |
| 母 *マガロ Magaro 1980 黒鹿毛                     | 母の父Caro 1967 芦毛         | Chambord             | Life Hill            |                  |
| 母 *マガロ Magaro 1980 黒鹿毛                     | 母の母Magic 1969 黒鹿毛      | Buckpasser           | Tom Fool             | Tom Fool         |
| 母 *マガロ Magaro 1980 黒鹿毛                     | 母の母Magic 1969 黒鹿毛      | Buckpasser           | Busanda              |                  |
| 母 *マガロ Magaro 1980 黒鹿毛                     | 母の母Magic 1969 黒鹿毛      | Aspidistra           | Better Self          | Better Self      |
| 母 *マガロ Magaro 1980 黒鹿毛                     | 母の母Magic 1969 黒鹿毛      | Aspidistra           | Tilly Rose           |                  |
| 母系(F-No.)                                       | Aspidistra系(FN:1-r)         | Aspidistra系(FN:1-r) | Aspidistra系(FN:1-r) | [ § 3 ]          |
| 5代内の近親交配                                   | アウトブリード               | アウトブリード       | アウトブリード       | [ § 4 ]          |
| 出典                                              | 1. 2. 3. 4.                  | 1. 2. 3. 4.          | 1. 2. 3. 4.          | 1. 2. 3. 4.      |

- 半姉ノンストップレディ（父ノーザンテースト）の孫に2010年平安ステークス勝ち馬のロールオブザダイスがいる。
- 祖母Magicの半兄にDr. Fager、半姉にTa Weeがいる。
- 従姉Gana Facilの産駒にUnbridledがいる。

## エピソード
ダービーを制覇した後、スランプに突入したがその際にスポーツ紙やテレビ中継内で「ツヨシ、しっかりしなさい!」と言われ、からかわれることもあった。これは、当時放送していたテレビアニメ『ツヨシしっかりしなさい』が元ネタになっている。